# Episodi de Il carissimo Billy (sesta stagione)
La sesta stagione della serie televisiva Il carissimo Billy è stata trasmessa in anteprima negli Stati Uniti d'America dalla CBS tra il 27 settembre 1962 e il 20 giugno 1963.
| nº | Titolo originale           | Titolo italiano | Prima TV USA      | Prima TV Italia |
| -- | -------------------------- | --------------- | ----------------- | --------------- |
| 1  | Wally's Dinner Date        |                 | 27 settembre 1962 |                 |
| 2  | Beaver's Football Award    |                 | 4 ottobre 1962    |                 |
| 3  | Wally's License            |                 | 11 ottobre 1962   |                 |
| 4  | The Late Edition           |                 | 18 ottobre 1962   |                 |
| 5  | Double Date                |                 | 25 ottobre 1962   |                 |
| 6  | Eddie, the Businessman     |                 | 1º novembre 1962  |                 |
| 7  | Tell It to Ella            |                 | 8 novembre 1962   |                 |
| 8  | Bachelor at Large          |                 | 15 novembre 1962  |                 |
| 9  | Beaver Joins a Record Club |                 | 22 novembre 1962  |                 |
| 10 | Wally's Car Accident       |                 | 29 novembre 1962  |                 |
| 11 | Beaver, the Sheep Dog      |                 | 6 dicembre 1962   |                 |
| 12 | Beaver, the Hero           |                 | 13 dicembre 1962  |                 |
| 13 | Beaver's Autobiography     |                 | 20 dicembre 1962  |                 |
| 14 | The Party Spoiler          |                 | 27 dicembre 1962  |                 |
| 15 | The Mustache               |                 | 3 gennaio 1963    |                 |
| 16 | Wally Buys a Car           |                 | 10 gennaio 1963   |                 |
| 17 | The Parking Attendants     |                 | 17 gennaio 1963   |                 |
| 18 | More Blessed to Give       |                 | 24 gennaio 1963   |                 |
| 19 | Beaver's Good Deed         |                 | 31 gennaio 1963   |                 |
| 20 | The Credit Card            |                 | 7 febbraio 1963   |                 |
| 21 | Beaver, the Caddy          |                 | 14 febbraio 1963  |                 |
| 22 | Beaver on TV               |                 | 21 febbraio 1963  |                 |
| 23 | Box Office Attraction      |                 | 28 febbraio 1963  |                 |
| 24 | Lumpy's Scholarship        |                 | 7 marzo 1963      |                 |
| 25 | The Silent Treatment       |                 | 14 marzo 1963     |                 |
| 26 | Uncle Billy's Visit        |                 | 21 marzo 1963     |                 |
| 27 | Beaver's Prep School       |                 | 28 marzo 1963     |                 |
| 28 | Wally and the Fraternity   |                 | 4 aprile 1963     |                 |
| 29 | Eddie's Sweater            |                 | 11 aprile 1963    |                 |
| 30 | The Book Report            |                 | 18 aprile 1963    |                 |
| 31 | The Poor Loser             |                 | 25 aprile 1963    |                 |
| 32 | Don Juan Beaver            |                 | 2 maggio 1963     |                 |
| 33 | Summer in Alaska           |                 | 9 maggio 1963     |                 |
| 34 | Beaver's Graduation        |                 | 16 maggio 1963    |                 |
| 35 | Wally's Practical Joke     |                 | 23 maggio 1963    |                 |
| 36 | The All-Night Party        |                 | 30 maggio 1963    |                 |
| 37 | Beaver Sees America        |                 | 6 giugno 1963     |                 |
| 38 | The Clothing Drive         |                 | 13 giugno 1963    |                 |
| 39 | Family Scrapbook           |                 | 20 giugno 1963    |                 |